# 神明町 (郡山市)
神明町（しんめいちょう）は、福島県郡山市に所在する町丁である。郵便番号は963-8013。

## 地理
郡山市役所本庁所管地域である市街中心部に属する。北で桃見台、咲田、北東角で赤木町、東で清水台、南で虎丸町、西で長者とそれぞれ隣接する。JR郡山駅西側の市街地中心部であり、住居表示が実施されている。さくら通りの北側裏手に位置し、住宅や事務所などが立ち並ぶ。長者に所在する郡山警察署長者交番、および堂前町に所在する郡山消防署本署がそれぞれ管轄にあたる。

## 世帯数と人口
2025年1月1日現在の世帯数と人口は以下の通りである。
| 町丁   | 世帯数  | 人口    |
| ------ | ------- | ------- |
| 神明町 | 685世帯 | 1,337人 |

## 小・中学校の学区
市立小・中学校に通う場合、学区は以下の通りとなる。
| 番地 | 小学校             | 中学校                 |
| ---- | ------------------ | ---------------------- |
| 全域 | 郡山市立芳山小学校 | 郡山市立郡山第二中学校 |

## 交通

### 道路
- 一級市道34号麓山一丁目久保田線
- 一級市道37号虎丸町久保田線（東部幹線 計画路線）

## 施設等
- 農林水産省東北農政局 福島支局郡山庁舎
- 郡山市立郡山第二中学校
- 福島民友新聞社 郡山総支社